# Thomas Lisieux
Thomas Lisieux (falecido em 1456) foi um cónego de Windsor de 1435 a 1442 e decano de São Paulo de 1441 a 1456.

## Carreira
Ele foi nomeado:
- Proctor Sénior, Oxford 1426
- Reitor de São Miguel, Cornhill 1433 - 1447
- Prebendário de Rugmere na Catedral de São Paulo 1436 - 1452
- Prebendário de Totenhall na Catedral de São Paulo 1452 - 1456
- Decano de São Paulo 1441-1456
- Prebendário de Henfield na Catedral de Chichester, 1443
- Tesoureiro da igreja colegiada de Abergelly, St. David's.
- Prebendário da Igreja de Santa Maria Madalena, Bridgnorth
- Guardião do Selo Privado 1450 - 1456[2]

Ele foi nomeado para a décima segunda bancada na Capela de São Jorge, Castelo de Windsor em 1435, e manteve a posição até 1442.